# Олимпијски стадион у Стокхолму
Олимпијски стадион у Стокхолму (швед. Stockholms Olympiastadion) је стадион у Стокхолму. Дизајнирао га је архитекта Торбен Грут, а отворен је 1912.; првобитно је коришћен као место одржавања Олимпијских игара 1912 . На Играма 1912. одржавала је атлетику, неке коњичке трке и фудбалске утакмице, гимнастику, тркачки део модерног петобоја, потезање конопца и рвање. Има капацитет од 13.145–14.500 у зависности од употребе и капацитет од скоро 33.000 за концерте.

## Преглед
Стадион је деценијама био дом фудбалског тима ФК Јургорден, све док модернија Теле2 Арена није свечано отворена 2013.
1956. године, када је Мелбурн био домаћин Олимпијаде, овде су се одржавала коњичка такмичења због карантинских правила у Аустралији.  1958. стадион је био место одржавања Европског првенства у атлетици . Финско-шведска атлетска интернационала је овде одржана 29 пута. Годишњи Стокхолмски маратон завршава се са три четвртине круга око стазе стадиона. Од 1967. стадион је место одржавања годишњег међународног атлетског митинга ДН Галан, од 2011. део Дијамантске лиге. Првобитно, североисточна трибина је имала два нивоа, повећавајући капацитет на око 20.000. После Олимпијаде то је сведено на један ниво.
Неки делови стадиона оштећени су у бомбашком нападу 8. августа 1997. Матс Хинзе, који је био против кандидатуре Стокхолма за Летње олимпијске игре 2004., касније је проглашен кривим.

## Остали догађаји
Стадион био домаћин бројних спортских догађаја, посебно фудбала и атлетике, али и, на пример, 50 финала шведског првенства у бендију и био је домаћин концерата.

## Мотоциклистички спидвеј
Стадион је био домаћин мотоциклистичког спидвеја, а Шведско појединачно првенство у спиду се одржавало од 1948. до 1971., када је подлога за спидвеј замењена атлетском стазом. Тим Гетингарна је такође возио лигашки спидвеј од 1949. до 1953.
Тридесет година касније, 2001., а затим 2002. и 2004. године, на овом месту је одржана Велика награда Шведске у спидвеју.

## Рекорди
То је један од најмањих атлетских стадиона икада коришћених у историји Летњих олимпијских игара.
Олимпијски стадиону у Стокхолму оборено је више атлетских светских рекорда него на било ком другом стадиону на свету, са укупно 83 од 2008.
Рекорд посећености за фудбал је 21.995 и постављен је 16. августа 1946. године, када је Дјургорденс ИФ играо са АИК-ом . Рекорд посећености, за бенди, је 28.848 и постављен је 1959. године.
1995. Ролингстонси су наступили на стадиону пред 35.200 људи.
Брус Спрингстин је наступио на стадиону не мање од осам пута. Два пута 1988., једном 1993., два пута 1999. и поново 2009. одржавши три распродата наступа за око 100.000 људи.

## Галерија
- Олимпијски стадион у Стокхолму гледан са југа на отварањуЛетњих олимпијских игара 1912. За Игре, капацитет је био 20.000.
- Јуриј Гагарин и Горан Седвал 1964.
- Западни поглед на стадион
- Поглед са севера на стадион
- Источни поглед на стадион